# Lares (Uruguay)

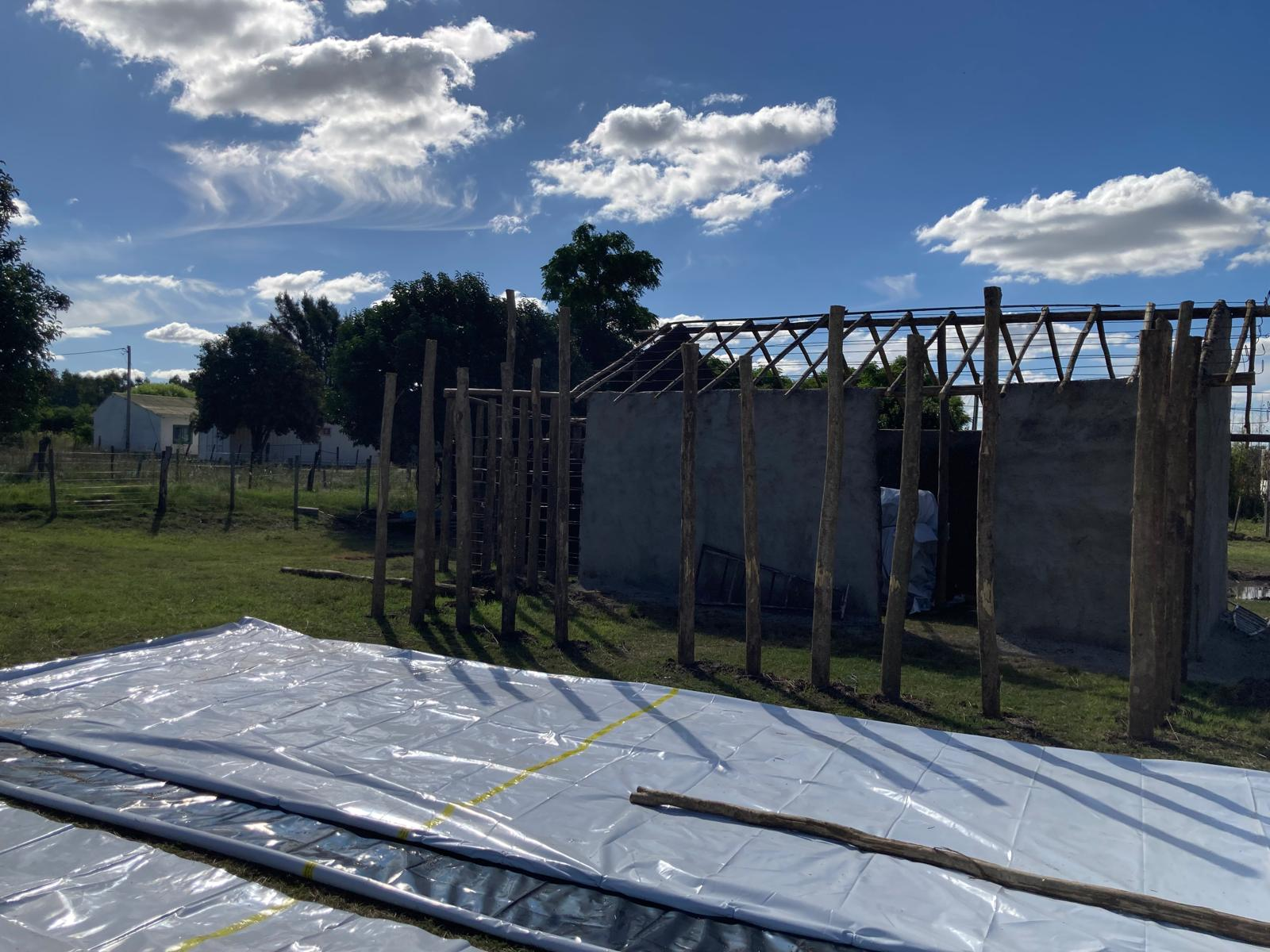
Construcción de rancho de barro y paja en Lares

Lares es una localidad uruguaya del departamento de Soriano.

## Ubicación
La localidad se encuentra situada en la zona sur del departamento de Soriano, próximo al límite con el departamento de Colonia, al sur del arroyo del Sauce, 1 km al oeste de la localidad de Perseverano y 8 km al noroeste de la ruta 55. La ciudad más cercana es Ombúes de Lavalle, en el departamento de Colonia, de la cual dista 15 km.

## Transporte
En marzo de 2021 se completó un puente para unir a esta localidad con Perseverano, para así evitar los grandes inconvenientes de los días de lluvia.

## Población

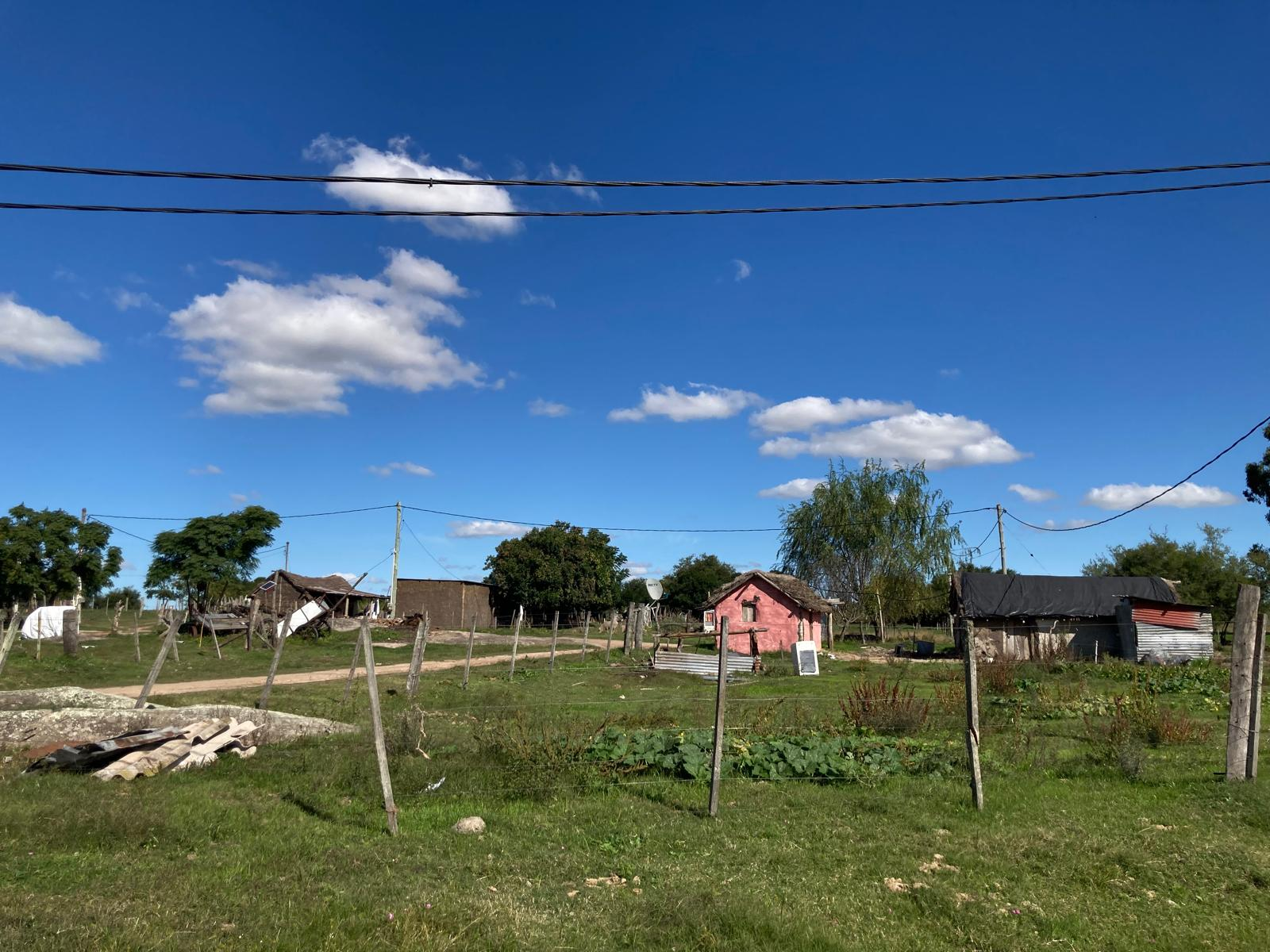
Ranchos de barro y paja en Lares

Según el censo de 2011 la localidad contaba con una población de 111 habitantes, no existiendo datos de censos anteriores.
| --            | -- | 111 |
| (Fuente: INE) |    |     |